# Our World In Data

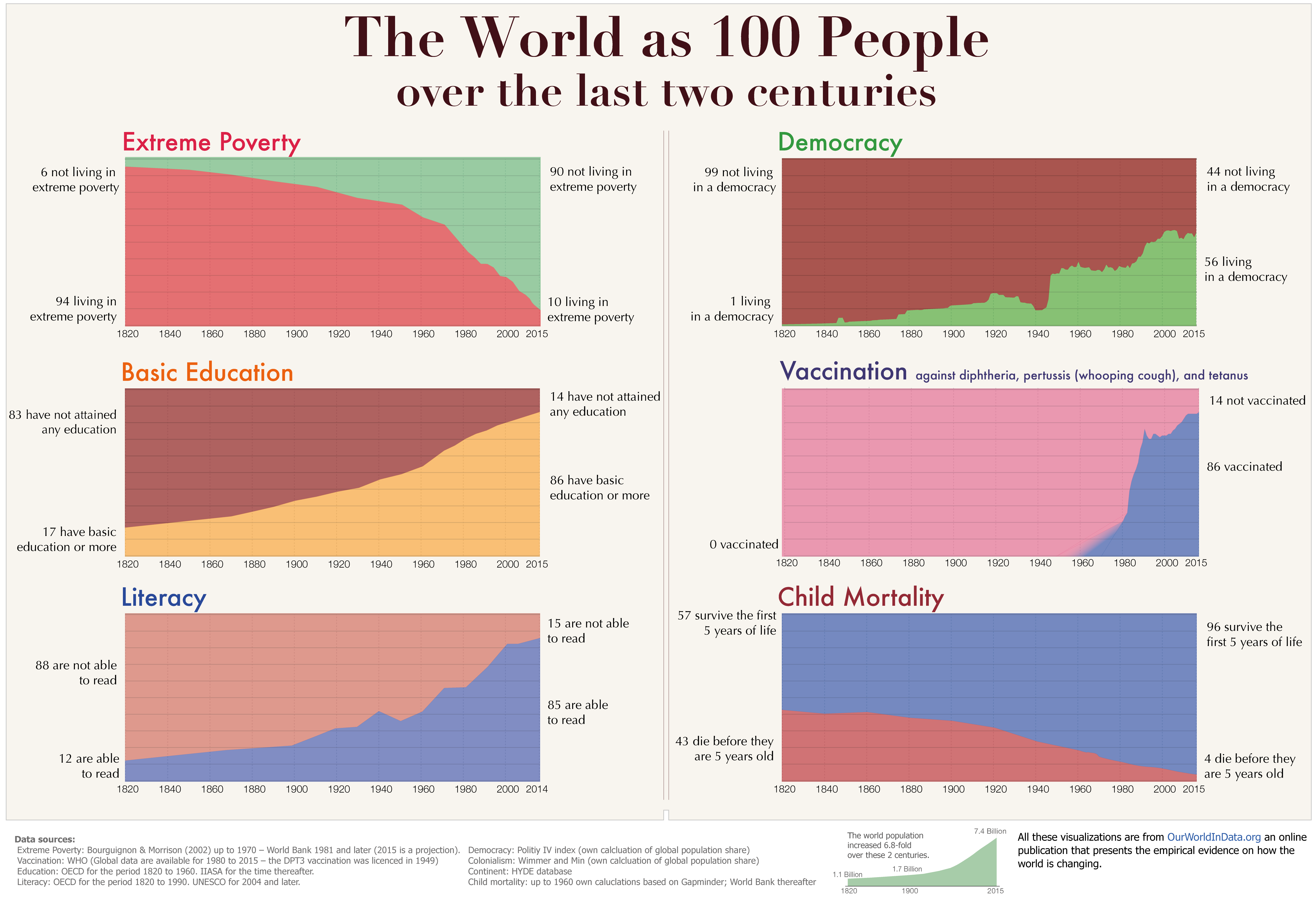
Tổng hợp các biểu đồ từ tổ chức, hiển thị tỷ lệ phần trăm toàn cầu tổng thể trong hai thế kỷ qua, theo sáu yếu tố: Đói nghèo cùng cực, dân chủ, giáo dục cơ bản, tiêm chủng, biết chữ, tỷ lệ tử vong ở trẻ em.

Thế giới trong dữ liệu của chúng ta (tiếng Anh: Our World in Data, viết tắt OWID) là một ấn phẩm trực tuyến khoa học tập trung vào các vấn đề toàn cầu lớn như nghèo đói, bệnh tật, đói kém, biến đổi khí hậu, chiến tranh, rủi ro hiện hữu và bất bình đẳng. Đây là một dự án của Phòng thí nghiệm Dữ liệu Thay đổi Toàn cầu, một tổ chức từ thiện đã đăng ký ở Anh và xứ Wales, và được thành lập bởi Max Roser, một nhà sử học xã hội và nhà kinh tế phát triển. Nhóm nghiên cứu có trụ sở tại Đại học Oxford.

## Lịch sử

### 2011 đến 2019
Roser bắt đầu thực hiện dự án này vào năm 2011, sau đó bổ sung thêm một nhóm nghiên cứu tại Đại học Oxford.
Trong những năm đầu tiên Roser đã phát triển ấn phẩm cùng với nhà nghiên cứu bất bình đẳng Sir Tony Atkinson.
Hannah Ritchie tham gia Our World in Data vào năm 2017 và trở thành Trưởng bộ phận Nghiên cứu.
Vào đầu năm 2019, Our World in Data là một trong 3 tổ chức phi lợi nhuận duy nhất trong nhóm thuần tập Mùa đông 2019 của Y Combinator.
Vào năm 2019, Tyler Cowen và Patrick Collison đã kêu gọi một ngành học mới là 'Nghiên cứu Tiến bộ' nhằm thể chế hóa sứ mệnh của Thế giới của chúng ta trong Dữ liệu và Collison đã công bố một khuyến nghị vĩnh viễn để tham gia nhóm Thế giới của Chúng ta trong Dữ liệu.
Vào năm 2019, Thế giới trong dữ liệu của chúng ta đã giành được Giải thưởng Lovie, giải thưởng web của Châu Âu, "để công nhận khả năng sử dụng dữ liệu và internet xuất sắc của họ để cung cấp cho công chúng những nghiên cứu theo hướng dữ liệu dễ hiểu - loại hình cần thiết để kêu gọi xã hội, kinh tế, và thay đổi môi trường."

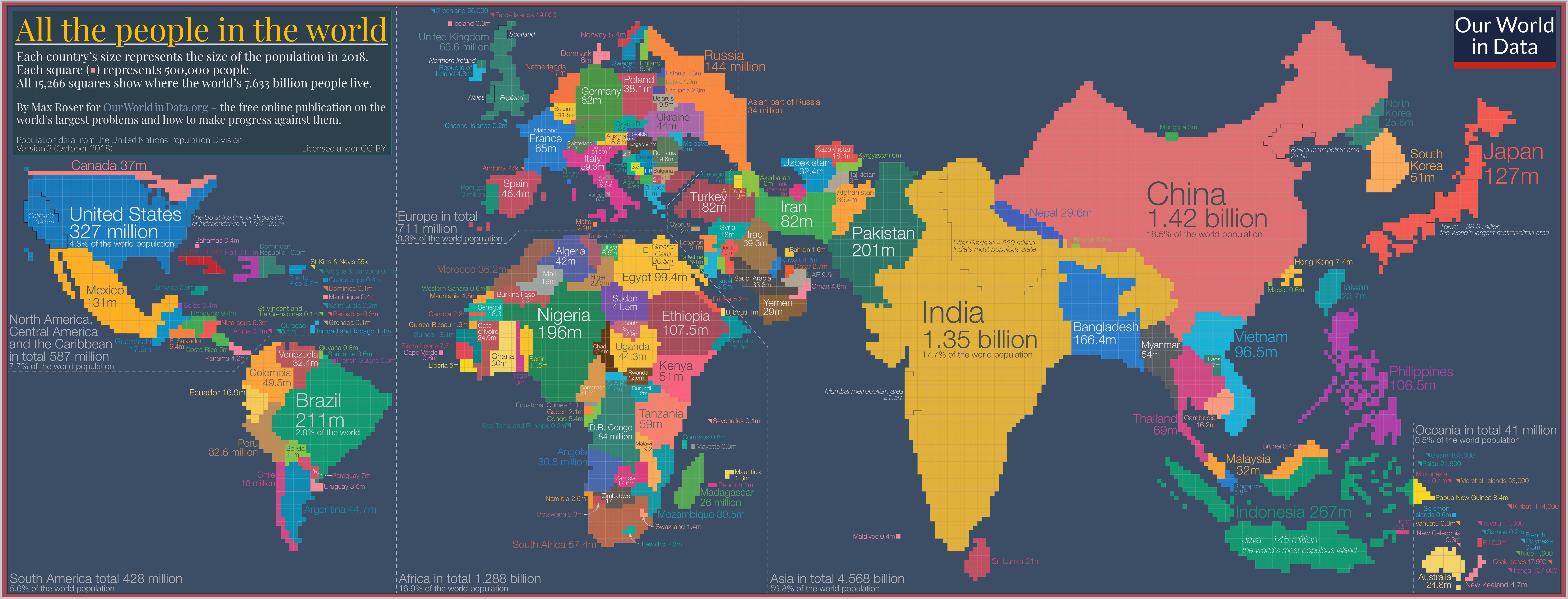
Biểu đồ thể hiện sự phân bố dân số toàn cầu. Mỗi trong số 15.266 pixel đại diện cho đất nước quê hương của 500.000 người.

### 2020 đến nay
Vào năm 2020, Our World in Data trở thành một trong những tổ chức hàng đầu xuất bản dữ liệu toàn cầu và nghiên cứu về đại dịch COVID-19. Tim Harford đã viết rằng trong đại dịch Thế giới của chúng ta trong dữ liệu "đã thực hiện những nỗ lực anh dũng trong việc thu thập thông tin rõ ràng, có thể sử dụng được từ sự chắp vá lộn xộn của các nguồn chính."
Khả năng hiển thị của trang web phần lớn đã tăng lên so với thời kỳ trước COVID. Tổ chức bắt đầu đại dịch với 6 nhân viên và tăng lên 20 vào cuối năm 2021. Edouard Mathieu gia nhập vào đầu năm 2020 và trở thành Trưởng phòng Dữ liệu.
Họ đã tạo và duy trì cơ sở dữ liệu trên toàn thế giới về xét nghiệm COVID-19 đã được Liên hợp quốc, Nhà Trắng, Tổ chức Y tế Thế giới và các nhà dịch tễ học và các nhà nghiên cứu sử dụng. Cơ sở dữ liệu thử nghiệm COVID-19 của họ đã được xuất bản trên tạp chí Nature.
Năm 2021, Thế giới Dữ liệu của Chúng ta đã tạo và duy trì cơ sở dữ liệu toàn cầu về tiêm chủng COVID-19. Cơ sở dữ liệu tiêm chủng COVID-19 của họ cũng đã được công bố trên tạp chí Nature. Nó đã được Tổ chức Y tế Thế giới, New York Times và Financial Times sử dụng trong các cổng dữ liệu của họ.

## Sử dụng
Thế giới trong dữ liệu của chúng ta được trích dẫn trong các tạp chí khoa học hàn lâm,  các tạp chí y học và sức khỏe toàn cầu, và các tạp chí khoa học xã hội. The Washington Post, The New York Times, và The Economist đã sử dụng Our World in Data làm nguồn.
Tina Rosenberg nhấn mạnh trên tờ The New York Times rằng Thế giới trong dữ liệu của chúng ta trình bày một “bức tranh toàn cảnh quan trọng đối lập với hàng loạt tin tức tiêu cực trên thế giới”. Steven Pinker đã đặt Thế giới của chúng ta trong Dữ liệu của Roser vào danh sách “những điểm nổi bật về văn hóa” của cá nhân anh ấy và giải thích trong bài báo của anh ấy về 'tin tức khoa học thú vị nhất gần đây' tại sao anh ấy coi Thế giới của chúng ta trong Dữ liệu rất quan trọng.